# 環境発電
環境発電（かんきょうはつでん）またはエネルギーハーベスティング（Energy Harvesting）とは太陽光や室内光（照明），振動、廃熱、体温、電磁波等のエネルギーを電力に変換する発電方法。メガソーラー発電や水力発電，風力発電が連想されるが，いわゆる自然エネルギーを使った系統電源（送電網）に接続する低コスト・大容量の電源とは異なる概念である。

## 概要
これまでにも鉱石ラジオのように環境中にあるエネルギーを利用する方法はあったが、どれも限定的な利用に留まっていた。近年、環境意識の高まりと省電力デバイスの普及により、これまで利用されていなかった環境中の運動エネルギー、光エネルギー、熱エネルギーが注目されるようになりつつある。環境発電で得られる電力は、現状ではμW～mWオーダーで電力量としては小さいので用途はソーラー電卓やソーラー腕時計のような電力消費量の少ない用途に限定される。

## 代表的な環境発電

### 振動発電
振動を圧電素子によって電力に変換して充電池や電気二重層キャパシタに蓄電する。

### 光発電
太陽電池で発電して充電池や電気二重層キャパシタに蓄電する。

### 温度差発電
熱電変換素子を利用して発電して充電池や電気二重層キャパシタに蓄電する。

## 利点
- 電池の交換が不要なので環境に優しい。
- 一度設置すれば、故障しない限りは半永久的に使用できる。

## 欠点
- 発電効率、発電量が低いので用途が限られる。
- 発電設備の製造に必要なエネルギーを、その後の発電で回収できるかどうかは不明[3]。